# ティアレット
ティアレット(ベルベル語：ⵜⴰⵀⴻⵔⵜ/アラビア語：تاهرت )はアルジェリア北西部のティアレット県の県都。
首都アルジェの南西に位置し、テル・アトラス山脈の台地に位置し、地中海から約150km離れている。
アブドアフィッド・ブスフ・プー・シュキフ空港が有る。
2008年の人口は約17.9万人。
面積は2万86km2である。
全住民がムスリムである。

## 問題点
1992年のニース・ソフィア・アンティポリス大学の調査では、
- 多くの地区で産業汚染が進む
- 周辺部で不法占拠が進む

の問題が指摘された。

## テロ
ティアレットの山岳地系はテロ活動を容易にした。
AQIM( イスラーム・マグリブ諸国のアル＝カーイダ機構)の前身のGSPC(説教と戦闘の為のサラフィー主義者集団)は何度もティアレットを攻撃した。
GSPCはウサーマ・ビン・ラーディン(1957年～2011年)やアブー・ムスアブ・アッ＝ザルカーウィー(1966年～2006年)と深い関係が有った。
GSPCは現在もイタリアで活動している。

## 歴史
ティアレットには古代から人が住んでおり、巨石文化が栄えた。
ローマ帝国は現在ティアレットが有る場所に「ティンガルティア」要塞を建設した。
古代末期には、ティアレット近郊のジェダルスに石の家が造られた。
761年、ティアレットはベルベル人のルスタム朝の首都になった。
但しこの首都は現在のティアレットから約10km西に有った。
大イランのイバード派のアブドゥル・ラフマン・ルスタムが建国者である。
ティアレットは自由な考えと民主主義を持ち、特にムゥタズィラ学派の学問の中心となった。
10世紀までは少なくともユダヤ人が住んでいた。
フェズのアミールの医者になったユダ・イブン・クライシュが有名である。
ティアレットは標高3552mの峠を支配し、中央マグリブ支配の要所となった。
911年、ファーティマ朝と組んだミクナサ人がティアレットを獲得した。
933年、ファーティマ朝がティアレットを獲得したが、すぐにトレムセン王国に支配権が移った。
これ以降ティアレットの重要性は低下し、人口の殆どはワルグラやムザブに移住した。
 入れ替わりにイラクのハワーリジュ派のムスリムが移住して来た。
16世紀、オスマン帝国がティアレットを獲得した。
18世紀、ティアレットは奴隷貿易の要所となった。
1843年、フランスがアブド・アルカーディルを破りティアレットを獲得した。
1845年、フランスが自治体を設置した。
多くのフランス人が入植し、町は栄えた。
1889年、狭軌鉄道が開通しモスタガネムと結ばれた。
この鉄道は現在では機能していない。
1962年、フランスからアルジェリアが独立した。
1991年からのアルジェリア内戦の中で、ティアレットで虐殺が起きた。
1997年、シド・エル・アントリ虐殺が起きた。

## 詳細資料
- Bourouiba, Rachid (1982). Cités disparus: Tahert, Sedrata, Achir, Kalaâ des Béni-Hammad. Collection Art et Culture, 14. Algiers Ministère de l'information. (About notable cultural artifacts and architecture).
- Belkhodja, A. (1998). Tiaret, memoire d'une ville. Tiaret, A. Belkhodja. (A personal memoir).
- Blanchard, Raoul. (1992). Amenagement & Gestion Du Territoire, Ou, L'apport Des Images-Satellite, De La Geoinfographique Et Du Terrain : Applications Aux Paysages Vegetaux De L'Algerie Steppique & Substeppique (Wilaya De Tiaret) Et Aux Espaces Construits (Tiaret Et Alger) 1990-1992. Laboratoire d'analyse spatiale. Nice, France. (Plant ecology of the Wilaya De Tiaret region, evidenced using photos from space).
- Cadenat, Pierre. (1938). Indication de quelques stations préhistoriques de la région de Tiaret Société de géographie et d'archéologie de la Province d'Oran. Extrait de son Bulletin, tome 59, fascicule 209, 1938.  (12 pages booklet about the prehistoric monuments in the region).